# Округ Милс (Тексас)
Округ Милс (енгл. Mills County) је округ у америчкој савезној држави Тексас. По попису из 2010. године број становника је 4.936.

## Демографија
Према попису становништва из 2010. у округу је живело 4.936 становника, што је 215 (4,2%) становника мање него 2000. године.
| Група             | 2000.         | 2010.         |
| Белци             | 4.367 (84,8%) | 4.024 (81,5%) |
| Афроамериканци    | 65 (1,3%)     | 26 (0,5%)     |
| Азијати           | 4 (0,1%)      | 11 (0,2%)     |
| Хиспаноамериканци | 671 (13,0%)   | 818 (16,6%)   |
| Укупно            | 5.151         | 4.936         |